# Pseudogobiopsis
Pseudogobiopsis là một chi của họ cá Oxudercidae.

## Các loài
Chi này hiện hành có các loài sau đây được ghi nhận:
- Pseudogobiopsis festivus Larson, 2009
- Pseudogobiopsis oligactis (Bleeker, 1875)[2]
- Pseudogobiopsis paludosus (Herre, 1940)
- Pseudogobiopsis tigrellus (Nichols, 1951)